# Liste der deutschen Minister für wirtschaftliche Zusammenarbeit
Minister für wirtschaftliche Zusammenarbeit sind bzw. waren jene Mitglieder des Bundeskabinetts, die sich hauptsächlich mit der Entwicklungszusammenarbeit der Bundesrepublik mit anderen Ländern befassen. Es wurde 1961 gegründet, um die Kompetenzen für Entwicklungshilfe zu bündeln.

## Bundesminister für wirtschaftliche Zusammenarbeit derBundesrepublik Deutschland(seit 1961)

Wappen der Bundesrepublik

| Nr.                                                               | Name                                              | Lebensdaten                                       | Partei                                            | Amtszeit (Beginn)                                 | Amtszeit (Ende)                                   |
| Bundesminister für wirtschaftliche Zusammenarbeit                 | Bundesminister für wirtschaftliche Zusammenarbeit | Bundesminister für wirtschaftliche Zusammenarbeit | Bundesminister für wirtschaftliche Zusammenarbeit | Bundesminister für wirtschaftliche Zusammenarbeit | Bundesminister für wirtschaftliche Zusammenarbeit |
| ----------------------------------------------------------------- | ------------------------------------------------- | ------------------------------------------------- | ------------------------------------------------- | ------------------------------------------------- | ------------------------------------------------- |
| 01                                                                | Walter Scheel                                     | 1919–2016                                         | FDP                                               | 14. November 1961                                 | 28. Oktober 1966                                  |
| 02                                                                | Werner Dollinger                                  | 1918–2008                                         | CSU                                               | 28. Oktober 1966                                  | 30. November 1966                                 |
| 03                                                                | Hans-Jürgen Wischnewski                           | 1922–2005                                         | SPD                                               | 1. Dezember 1966                                  | 2. Oktober 1968                                   |
| 04                                                                | Erhard Eppler                                     | 1926–2019                                         | SPD                                               | 16. Oktober 1968                                  | 8. Juli 1974                                      |
| 05                                                                | Egon Bahr                                         | 1922–2015                                         | SPD                                               | 8. Juli 1974                                      | 14. Dezember 1976                                 |
| 06                                                                | Marie Schlei                                      | 1919–1983                                         | SPD                                               | 16. Dezember 1976                                 | 16. Februar 1978                                  |
| 07                                                                | Rainer Offergeld                                  | * 1937                                            | SPD                                               | 16. Februar 1978                                  | 1. Oktober 1982                                   |
| 08                                                                | Jürgen Warnke                                     | 1932–2013                                         | CSU                                               | 4. Oktober 1982                                   | 11. März 1987                                     |
| 09                                                                | Hans Klein                                        | 1931–1996                                         | CSU                                               | 12. März 1987                                     | 21. April 1989                                    |
| 10                                                                | Jürgen Warnke                                     | 1932–2013                                         | CSU                                               | 21. April 1989                                    | 18. Januar 1991                                   |
| 11                                                                | Carl-Dieter Spranger                              | * 1939                                            | CSU                                               | 18. Januar 1991                                   | 22. Januar 1993                                   |
| Bundesminister für wirtschaftliche Zusammenarbeit und Entwicklung |                                                   |                                                   |                                                   |                                                   |                                                   |
| 11                                                                | Carl-Dieter Spranger                              | * 1939                                            | CSU                                               | 23. Januar 1993                                   | 26. Oktober 1998                                  |
| 12                                                                | Heidemarie Wieczorek-Zeul                         | * 1942                                            | SPD                                               | 27. Oktober 1998                                  | 27. Oktober 2009                                  |
| 13                                                                | Dirk Niebel                                       | * 1963                                            | FDP                                               | 28. Oktober 2009                                  | 17. Dezember 2013                                 |
| 14                                                                | Gerd Müller                                       | * 1955                                            | CSU                                               | 17. Dezember 2013                                 | 8. Dezember 2021                                  |
| 15                                                                | Svenja Schulze                                    | * 1968                                            | SPD                                               | 8. Dezember 2021                                  | 6. Mai 2025                                       |
| 16                                                                | Reem Alabali Radovan                              | * 1990                                            | SPD                                               | 6. Mai 2025                                       | amtierend                                         |